# Герб Электрогорска
Герб муниципального образования «Городской округ Электрогорск Московской области» Российской Федерации — один из официальных символов (наряду с флагом) города Электрогорск. Первоначально утверждён в 1996 году, современный вариант принят 16 ноября 2001 года. Внесён в Государственный геральдический регистр Российской Федерации, регистрационный номер — 908.

## Описание
Описание герба города Электрогорска:

«В зелёном поле пояс из пяти узких золотых и четырёх широких лазоревых (синих, голубых) продольных полос; поверх всего — тонкая червлёная (красная) и серебряная лучевидная на обеих концах перевязь, дважды переломленная посередине наподобие громовой стрелы и окаймленная золотом; в правом нижнем углу щита три золотых бруска, сложенных по трое в стропило, каждый брусок положен в пояс. В вольной части — герб Московской области».
— Решение Совета Депутатов города Электрогорска №59/16 от 16.11.2001

## Символика
В «Решении» от 16.01.2001: «Главной фигурой герба является стрела, заключающая в себе идею взлёта, и, являясь символом целеустремлённости, непреклонности и мужества, аллегорически указывает, что в городе Электрогорске была построена первая в России электростанция на торфе (бруски). Красный цвет в геральдике символизирует труд, жизнеутверждающую силу, мужество, праздник, красоту. Серебро — символ совершенства, благородства, чистоты, веры, мира. Лазоревая полоса с пятью золотыми линиями символизирует линии электропередачи. Голубой цвет в геральдике — символ чести, славы, преданности, истины. Зелёный цвет дополняет символику природы города, а также этот цвет символизирует изобилие, жизнь, возрождение».
На официальном сайте Электрогорска: «Основа герба — это традиционной формы «французский» щит с золотым обрамлением. В верхней левой части — герб Московской области. Основное поле щита зелёного цвета — это символ богатейших лесов, окружающих Электрогорск. Поперёк зелёного поля проходит широкая голубая полоса. Она поделена пятью линиями, символизирующими линии электропередачи. Поле щита и голубую полосу пересекает стрела, символизирующая электрический разряд. В правом нижнем углу герба — размещены кирпичики торфа, как знак первых торфяных разработок. Таким образом на Гербе Электрогорска отображены два направления его деятельности – торфоразработка и выработка электроэнергии».

## История
Первый герб Электрогорска утверждён 18 января 1996 года решением собранием представителей города Электрогорска. Герб разработан в результате конкурса, проведённого городской Администрацией в 1995 году. Автор победившего в конкурсе проекта — Владимир Иванович Нарубанский.

«Герб имеет традиционную форму «французского» щита с золотым обрамлением. В левой верхней вольной части щита на красном поле, ограниченном золотой линией, размещён Герб Московских земель с изображением Георгия Победоносца, который обращен влево. Это тоже дань традиции, символизирует принадлежность к Московской области. 
Основное поле щита зелёного цвета. Это цвет лесов и полей, которыми окружен город. Поперек зелёного поля Герба проходит широкая голубая полоса. Она поделена пятью золотыми с белым линиями. Это линии электропередачи. 
Поле щита и голубую полосу пересекает красная с белым стрела, ограниченная золотыми линиями, символизирующая электрический разряд. Стрела направлена из верхнего правого угла Герба в нижний левый. 
В правом нижнем углу Герба размещены три коричневые кирпичика торфа, тоже ограниченные золотыми линиями».
Известно, что проект герба был выбран из множества предложенных доктором исторических наук, профессором Е. Н. Каменцевой.
Герб переутверждён с новым описанием и доработкой мелких деталей герба решением № 59/16 Совета депутатов города 16 ноября 2001 года.